# ブライアン・カーディナル
ブライアン・カーディナル（Brian Lee Cardinal, 1977年5月2日 - はアメリカ合衆国の元バスケットボール選手。イリノイ州トロノ出身。ポジションはフォワード。身長203cm、体重109kg。

## 経歴
地元トロノの高校でプレーしたカーディナルは高校2年のときに平均23.5得点、高校3年のときに平均24.1得点をあげて、3年間で86勝25敗の成績を残した。コカコーラ・オールアメリカンにウェストチームから出場し、24得点13リバウンドをあげてMVPに選ばれた。
パデュー大学でブラッド・ミラーとチームメイトだったカーディナルは、オールビッグテンに3年連続で選ばれ、出場回数やスティールで大学の記録を更新した選手だった。
1996-97シーズン、カーディナルは平均10.6得点をあげて、チームはNCAAトーナメント2回戦まで進出した。1997-98シーズン、2年次でチームキャプテンとなったカーディナルは平均12点をあげてチームは28勝8敗、NCAAトーナメントでもスウィート16に進出した。3年次の1998-99シーズンにも23勝13敗の成績を上げてチームはスウィート16に進出、オールビッグテンのサードチームに選ばれた。4年次の1999-2000シーズンは平均13.9得点をあげてオールビッグテンのセカンドチームに選ばれた。この年チームは24勝10敗の成績を残し、NCAAトーナメントではエリート8に進出した。
大学4年間でパデュー大学史上2位の125試合に先発し、同じく史上2位の260スティールをあげた。1年次には大学記録となる51スティールをあげた（この記録は1年後にクリス・クレイマーに破られた。）。ルーズボールへの積極的な飛びつきに対して"The Custodian"と呼ばれるようになり、卒業時にはミスター・ハッスル賞"などを受賞した。2008円11月28日、ESPN解説者のジェイ・ウィリアムスはノースカロライナ大学のタイラー・ハンズブローとカーディナルのプレースタイルを比較した。
大学卒業後、2000年のNBAドラフトで2巡目全体44位でデトロイト・ピストンズから指名を受けNBA入りした。その年わずか15試合にしか出場できなかったが2001年4月11日のトロント・ラプターズ戦では18分の出場で9得点、4リバウンド、3スティールをあげた。ピストンズに2シーズンで23試合に出場、平均2.1得点であった。フリースローは80％以上成功させた。
2002年9月11日、ジェリー・スタックハウス、ラトコ・ヴァルダと共にリチャード・ハミルトン、ヒューバート・デービス、ボビー・シモンズとのトレードでワシントン・ウィザーズに放出された。ウィザーズでもわずか5試合の出場の後、2003年2月に解雇された。3月にはリーガACBのパメサ・バレンシアと契約しULEBユーロカップ優勝に貢献した。
翌シーズンはアメリカに戻り、ゴールデンステート・ウォリアーズと契約した。ウォリアーズでは76試合に出場し平均9.6得点、4.2リバウンド、0.9スティールをマーク。スリーポイント成功率とフリースロー成功率で上位10位以内に入る活躍を見せた。この年カーディナルはザック・ランドルフに敗れたもののMIPのファイナリストに選ばれた。2004年2月11日のフェニックス・サンズ戦では自己最高の32得点をあげた。また2月28日のシカゴ・ブルズ戦では自己ベストの14リバウンドをあげている。
2004年7月、ボー・アウトローの穴を埋める選手を探していたメンフィス・グリズリーズと契約した。怪我の影響で次第にプレータイムが減少していったが2006-07シーズンにはシュート成功率49.4%、フリースロー成功率92.6%の数字を残した。
2008年6月、8人の選手が関係したトレードでミネソタ・ティンバーウルブズに移籍した。2009年3月13日のニューヨーク・ニックス戦では自己最高の3ブロックショットをあげた。2009-10シーズンは平均9分の出場にとどまった。2010年2月17日、ダーコ・ミリチッチとのトレードでニックスに移籍したが すぐに解雇され、3月23日にウルブズに再び加入した。
2010年9月27日、ダラス・マーベリックスと契約した。2011年5月8日のカンファレンスセミファイナルのロサンゼルス・レイカーズ戦ではチーム20本目の3ポイントシュートを決めた。これは1996年5月6日、シアトル・スーパーソニックスがヒューストン・ロケッツ戦で作った、プレーオフ1試合でのチームタイ記録であった。そしてこのシーズンのマーベリックス初のNBA優勝に貢献。2012年以降は契約するチームが無くなり、引退した。

## プレイスタイル
- サイズは小さくスローだが、外からのシュート力があり、リバウンドやルーズボールに飛び込んでいくなど与えられた仕事をきっちりこなすロールプレイヤーで、メンフィス・グリズリーズ時代のGMジェリー・ウェストから高く評価されていた。
- 対戦チームのスコアラーに対してマッチアップやダブルチームでオフェンスチャージを狙い、ペースを狂わせるなどのいわゆる「汚れ役」的なプレイも厭わず、ダーティなプレイもこなすが、前述の外のシュート以外にもパスを捌く器用さも持ち合わせており、ブライアン・スカラブリニやマット・ボナーに似たタイプの選手だった。